# Horslips
Horslips — ирландская келтик-рок-группа, песни которой базируются на традиционных ирландских джигах и рилах. Их считают основателями келтик-рока, вдохновившими многих локальных и интернациональных исполнителей. Horslips были одной из ведущих ирландских рок-групп в 1970-х, однако их коммерческий успех был ограничен. Своё название музыканты позаимствовали из Откровения Иоанна Богослова. Термин «The Four Horsemen of the Apocalypse» (рус. Четыре всадника Апокалипсиса) они преобразовали в спунеризм «The Four Poxmen on The Horslypse», в итоге получили «Horslips», что может означать «всадники Апокалипсиса» или «лошадиные губы».

## История
Сформировавшись в 1970 году Барри Девлин (бас, вокал), Джон Фин (соло-гитара, вокал), Имон Карр (ударные, вокал), Чарльз О’Коннор (скрипка, мандолина, вокал) и Джим Локхарт (флейта, вистл, клавишные, вокал) в течение трёх лет выступали на площадках Дублина, оттачивая своё мастерство. Дебютный альбом Happy to Meet — Sorry to Part (1973) был издан на собственном лейбле OATS. Альбом позволил заключить контракт с RCA и отправиться в тур по Англии и континентальной Европе. С изданием второго альбома The Táin (1973), посвященного ирландской мифологии, они находят поддержку и за океаном. После издания третьего альбома Dancehall Sweethearts (1974) последовал тур по США и Канаде. Третий и четвёртый альбом The Unfortunate Cup of Tea (1975) характеризуются более современным звучанием. Horslips возвращаются к звучанию первых двух альбомов на рождественском акустическом альбоме Drive the Cold Winter Away (1976), который продвигает их в центр фолк-рок бума 1970-х. На волне успеха был издан двойной концертный альбом Horslips Live (1976). Следующий студийный альбом The Book of Invasions (1977), с подзаголовком «кельтская симфония», вновь был посвящён ирландской мифологии, на этот раз истории завоевания племенами богини Дану древней дохристианской Ирландии. Он достиг 39-й позиции в британских чартах. Их следующий альбом, Aliens (1977), посвящённый ирландским эмигрантам в Америке, был менее изобретательным и захватывающим, и вызвал гораздо меньше энтузиазма со стороны фанатов и критиков.
В группе произошли значительные изменения с изданием альбома The Man Who Built America (1978), управление перешло в руки Барри Девлина и Джима Локхарта, а Имон Карр и Джон Фин, с их более фолк-ориентированным подходом к музыке, отошли на задний план. К тому же в записи приняли участие приглашённые гитаристы Гас Гест и Деклан Синнотт. По звучанию этот альбом получился ближе к американскому фолк-року, нежели к ирландскому. Вслед за ним появился студийный альбом Short Stories/Tall Tales (1980), а затем концертный альбом The Belfast Gigs (1980), после чего группа на длительный период приостановила свою деятельность. В конце 1990-х произошло возрождение интереса к группе, а в 2004 году был издан новый альбом Roll Back. С тех пор они периодически собираются вместе для выступлений. Джон Фин скончался 28 апреля 2023 года в возрасте 71 год.

## Дискография

### Студийные альбомы
- Happy to Meet – Sorry to Part (1973)
- The Táin (1973)
- Dancehall Sweethearts (1974)
- The Unfortunate Cup of Tea (1975)
- Drive the Cold Winter Away (1976)
- The Book of Invasions (1977) UK No. 39[2]
- Aliens (1977) U.S. No. 98[3]
- The Man Who Built America (1978) U.S. No. 155[3]
- Short Stories/Tall Tales (1980)
- Roll Back (2004)

### Концертные альбомы
- Horslips Live (1976)
- The Belfast Gigs (1980)
- Live at the O2 (2010)
- Live with the Ulster Orchestra (2011)

### Сборники
- Tracks from the Vaults (1977)
- Treasury (2009)
- Biography (2013)

### Книги
- Tall Tales (2013)